# Parallele simmetriche

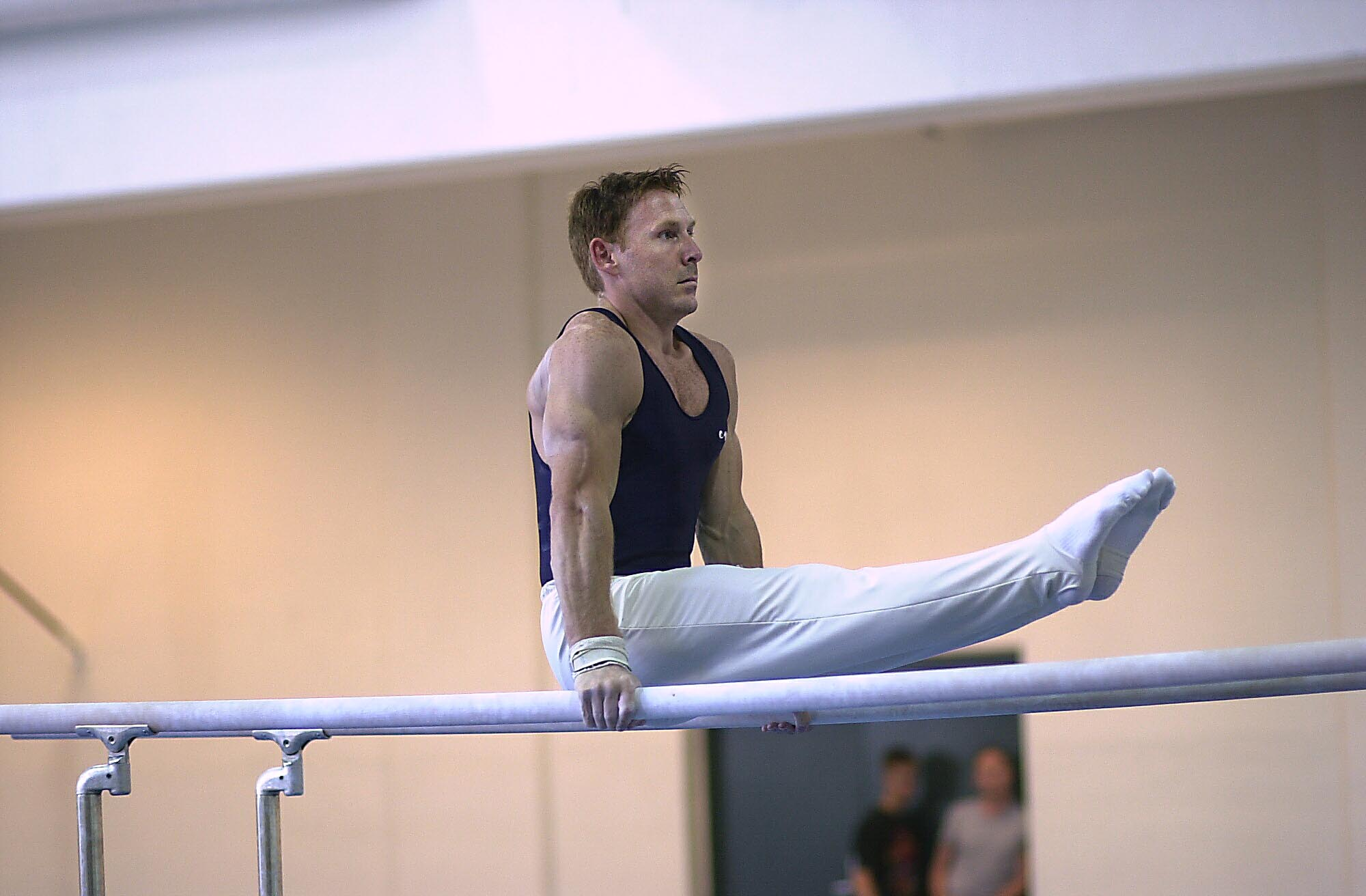
Un atleta impegnato alle parallele

Le parallele simmetriche (o parallele pari) sono uno dei sei attrezzi della ginnastica artistica maschile.
Sono costituite da due staggi, composti da strati di diversa flessibilità in legno e solitamente dotati di anima metallica, regolabili a diverse altezze.
Al ginnasta viene richiesta una serie di evoluzioni al loro interno, senza mai toccare il suolo con i piedi, ma sfruttando l'oscillazione sulle braccia, sulla base della quale si sviluppano passaggi in verticale fra staggi, salti, ed infine l'uscita dall'attrezzo.
È in genere il primo attrezzo (considerando il corpo libero come privo di attrezzi) con il quale il ginnasta inesperto ha contatto.
A livello agonistico è un attrezzo che richiede specifiche caratteristiche neuromuscolari:
- ritmo, per sfruttare correttamente le leggi fisiche del pendolo
- rapidità, per evitare di cadere o assumere posizioni sbagliate
- esplosività degli arti superiori, per permettere i salti